# Zákonné opatření Senátu
Zákonné opatření Senátu je v České republice zvláštní forma právního předpisu podobného zákonu, které přijímá Senát na základě článku 33 Ústavy České republiky v době rozpuštění Poslanecké sněmovny, pokud věc nesnese odkladu. V minulosti podobná zákonná opatření s podobnými účinky a nutností následného schválení mohlo vydávat i předsednictvo České národní rady a předsednictvo Federálního shromáždění.
První zákonná opatření přijal Senát v roce 2013, týkala se daní, veřejných zakázek a zdravotního pojištění.

## Přijetí zákonného opatření
Senát v případě rozpuštění Poslanecké sněmovny nabývá pravomoc přijímat zákonná opatření ve věcech, které nesnesou odkladu a které by jinak vyžadovaly přijetí ve formě zákona. Cílem je zajistit bezproblémovou právní regulaci na zákonné úrovni v situaci, kdy by to jinak právě z důvodu nekompletnosti Parlamentu nebylo možné. Nesmí však jít o Ústavu, volební zákon, státní rozpočet, státní závěrečný účet nebo o mezinárodní smlouvu, která má být součástí českého právního řádu.
Obecně k tomu, aby Senát nějaký návrh schválil, je potřeba nadpoloviční většiny přítomných senátorů, přičemž musí být přítomna alespoň jedna třetina senátorů. Z toho plyne, že zákonné opatření Senátu lze přijmout i jen čtrnácti souhlasnými hlasy. 
Přijaté zákonné opatření má stejnou právní sílu jako zákon, také se vyhlašuje ve stejné formě ve Sbírce zákonů, rozdíl je pouze v předkladatelské iniciativě, protože oprávněním navrhnout přijetí takového zákonného opatření disponuje pouze vláda. Podepisuje jej předseda Senátu, prezident a předseda vlády.
Zajímavostí dříve bylo, že původní zákon o Sbírce zákonů (č. 545/1992 Sb.) s těmito opatřeními nepočítal, protože vznikl dříve než Ústava. Přesto byl v platnosti až do svého zrušení novým zákonem o Sbírce zákonů a o Sbírce mezinárodních smluv ke dni 1. ledna 2000.

## Platnost zákonného opatření
Zákonné opatření Senátu má pouze podmíněnou a dočasnou platnost, protože dodatečně musí být schváleno Poslaneckou sněmovnou (tzv. ratihabice), a to hned na její první schůzi po jejím ustavení. Pokud schváleno není, tak platnosti pozbývá ex nunc, tj. dnem vyhlášení usnesení Poslanecké sněmovny o neschválení zákonného opatření ve Sbírce zákonů. Do té doby, nebo pokud je schváleno, je právním předpisem se silou zákona.